# Suphanburi FC
Suphanburi Football Club (taj. สุพรรณบุรี เอฟซี) – tajski klub piłkarski, grający w Thai Premier League, mający siedzibę w prowincji Suphanburi.

## Sukcesy
- Thai Premier League
  - 3. miejsce (1): 2015[1]

## Stadion
Domowe mecze klub rozgrywa na Stadionie Miejskim w Suphanburi. Stadion może pomieścić 25709 widzów.

## Skład
Poniżej znajduje się lista graczy grających w Suphanburi, jak potwierdza oficjalna strona.
| Nr | Poz. | Piłkarz                                                  |
| -- | ---- | -------------------------------------------------------- |
| 1  | BR   | Sarawut Konglarp                                         |
| 2  | OB   | Wasan Homsan                                             |
| 3  | OB   | Kanu                                                     |
| 4  | OB   | Natthaphong Samana                                       |
| 5  | PO   | Suppasek Kaikaew                                         |
| 6  | PO   | Atthawit Sukchuai (wypożyczony z Bangkok Glass)          |
| 7  | PO   | Naruphon Putsorn                                         |
| 8  | PO   | Prasit Jantum                                            |
| 9  | NA   | Rômulo                                                   |
| 10 | NA   | Chananan Pombuppha                                       |
| 11 | PO   | Tanasith Siripala                                        |
| 14 | PO   | Luke Woodland                                            |
| 16 | PO   | Watsapon Jueapan                                         |
| 18 | BR   | Sinthaweechai Hathairattanakool (kapitan)                |
| 17 | PO   | Kannarin Thawornsak (wypożyczony z Ratchaburi Mitr Phol) |
| 19 | PO   | Adul Lahsoh                                              |

| Nr | Poz. | Piłkarz                                        |
| -- | ---- | ---------------------------------------------- |
| 20 | PO   | Meechok Marhasaranukun                         |
| 21 | PO   | Kittiphol Dang-aroon                           |
| 22 | NA   | Cleiton Silva (wypożyczony z Chiangrai United) |
| 23 | PO   | Suban Ngernprasert                             |
| 24 | PO   | Kasidech Wettayawong                           |
| 26 | OB   | Suphan Thongsong                               |
| 32 | OB   | Noppol Pitafai                                 |
| 33 | OB   | Tinnakorn Asurin                               |
| 34 | OB   | Phattharaphon Kangsopa                         |
| 37 | PO   | Takafumi Akahoshi                              |
| 38 | PO   | Sirimongkhon Jitbanjong                        |
| 44 | OB   | Nanthachai Watthanakun                         |
| 55 | PO   | Todsawee Deeprasert                            |
| 70 | OB   | Supravee Miprathang                            |